# Gnidia dekindtiana
Gnidia dekindtiana är en tibastväxtart som beskrevs av Ernest Friedrich Gilg. Gnidia dekindtiana ingår i släktet Gnidia och familjen tibastväxter. Inga underarter finns listade i Catalogue of Life.